# Huerta del Marquesado (kommunhuvudort)
Huerta del Marquesado är en kommunhuvudort i Spanien.   Den ligger i provinsen Provincia de Cuenca och regionen Kastilien-La Mancha, i den centrala delen av landet, 170 km öster om huvudstaden Madrid. Huerta del Marquesado ligger 1 281 meter över havet och antalet invånare är 237.
Terrängen runt Huerta del Marquesado är lite kuperad. Runt Huerta del Marquesado är det mycket glesbefolkat, med 2 invånare per kvadratkilometer. Närmaste större samhälle är Cañete, 11,5 km söder om Huerta del Marquesado. 